# Kai Kyllönen
Kai Olavi Kyllönen (Turku, 30 de janeiro de 1965) é um atleta finlandês aposentado de 110 metros com barreiras.